# ラシド・ゲザル
ラシド・ゲザル（Rachid Ghezzal 、1992年5月9日 - ）は、フランス・メトロポール・ド・リヨンデシーヌ＝シャルピュー出身のプロサッカー選手。チャイクル・リゼスポル所属。ポジションは、ミッドフィールダー。
サッカーアルジェリア代表のアブデルカデル・ゲザルは実兄。

## クラブ経歴

### オリンピック・リヨン
オリンピック・リヨンの下部組織で育成され、2010年7月にプロ契約を交わした。リザーブで2シーズン経験を積んだ後、2012–13シーズンにレミ・ガルド監督がトップチームに招聘した。10月4日のUEFAヨーロッパリーグ・ハポエル・イロニ・キリヤット・シュモナFC戦でトップチームデビュー。
2013–14シーズンは負傷のため丸々棒に振り、復帰後もしばらくベンチ生活が続いた。2015–16シーズンは出場機会を取り戻し29試合に出場した。

### ASモナコ
2017年8月7日、ASモナコとフリートランスファーで2021年6月末までの4年契約を結んだ。

### レスター・シティFC
2018年8月5日、レスター・シティFCと4年契約を結んだ。

### ACFフィオレンティーナ
2019年9月2日、買い取りオプション付きのレンタルでACFフィオレンティーナに加入。

### ベシクタシュJK
2020年10月5日、ベシクタシュJKにレンタル移籍。
2021年8月12日に完全移籍となり、3年契約を結んだ。

## 代表歴
ゲザル自身はフランス生まれだが、アルジェリアにルーツを持つため両方の代表を選択する権利を有していた。2013年のトゥーロン国際大会はU-20フランス代表の一員として参加したが、A代表はアルジェリアを選択した。

### ゴール
| No | 開催日        | 会場                   | 対戦国     | スコア | 結果 | 試合概要                           |
| -- | ------------- | ---------------------- | ---------- | ------ | ---- | ---------------------------------- |
| 1. | 2016年3月23日 | Stade Mustapha Tchaker | エチオピア | 6–0    | 7–1  | アフリカネイションズカップ2017予選 |

## タイトル
ベシクタシュJK
- スュペル・リグ : 2020-21
- テュルキエ・クパス : 2020-21, 2023-24